# Лузан, Владимир Сергеевич
Владимир Сергеевич Лузан (род. 9 октября 1984, село Чечеул, Канский район, Красноярский край, СССР) — российский культуролог и философ. Кандидат философских наук (2011). Доктор культурологии (2019). Специалист по культурной политике Российской Федерации. Исполняющий обязанности ректора Сибирского государственного института искусств имени Дмитрия Хворостовского (с 2022).

## Биография
Родился 9 октября 1984 года в селе Чечеул Красноярского края, здесь же в 2002 году окончил среднюю школу. 
В 2007 году окончил Гуманитарный институт Сибирского федерального университета по специальности «искусствоведение». 
С 2007 года — ассистент, старший преподаватель, доцент, профессор кафедры рекламы и социально-культурной деятельности Сибирского федерального университета. 
В 2008—2010 годах работал специалистом отдела региональных и межкультурных коммуникаций министерства культуры Красноярского края, а с 2010 по 2012 год — заместителем директора по библиотечной деятельности Государственной универсальной научной библиотеки Красноярского края. 
В 2011 году под научным руководством доктора философских наук, профессора О. А. Карловой защитил диссертацию на соискание учёной степени кандидата философских наук по теме «Социально-философский анализ динамики государственной культурной политики Российской Федерации» (специальность 09.00.11 — социальная философия).  
В 2012 году переходит на работу в администрацию Красноярска, где занимает должность заместителя руководителя — начальника отдела культурной политики и социокультурного мониторинга Главного управления культуры. В этой должности проработал до 2013 года. 
С 2014 по 2015 год был заместителем генерального директора по маркетингу Красноярской краевой филармонии.
В 2016—2022 годах — директор Красноярского государственного художественного музея имени В. И. Сурикова. 
В 2019 году защитил диссертацию на соискание учёной степени доктора культурологии по теме «Культурная политика Российской Федерации в период с 1991 по 2017 годы: культурологический анализ» (специальность 24.00.01 — теория и история культуры) (научный консультант — доктор философских наук, профессор Н. П. Копцева). 
С августа 2022 года — исполняющий обязанности ректора Сибирского государственного института искусств имени Дмитрия Хворостовского.      

## Научная деятельность
Является автором 80 научных и научно-популярных публикаций по исследованию различных аспектов реализации государственной культурной политики Российской Федерации, включая 13 коллективных монографий.

## Награды
- Победитель Всероссийского конкурса научных эссе «Культура и локальное развитие» (2016).
- Лауреат государственной премии Красноярского края в сфере профессионального образования (2016).
- Почётная грамота Губернатора Красноярского края — за большой вклад в подготовку и проведение XXIX Всемирной Зимней Универсиады в Красноярске (2019).
- Почётная грамота министерства культуры Красноярского края — за профессиональное мастерство и личный вклад в развитие культуры Красноярского края (2021).

## Научные труды

### Диссертации
- Лузан В. С. Социально-философский анализ динамики государственной культурной политики Российской Федерации: Автореф. дис. ... канд. философ. наук / Сибирский федеральный ун-т — Красноярск, 2011 — 24 с.
- Лузан В. С. Культурная политика Российской Федерации в период с 1991 по 2017 годы: культурологический анализ: Автореф. дис. докт. культурологии / Сибирский федеральный ун-т — Красноярск, 2019 — 56 с.

### Монографии
- Лузан В. С., Копцева Н. П., Сертакова Е. А, Замараева Ю. С., Либакова Н. М. и др. Культура коренных и малочисленных народов Севера в условиях глобальных трансформаций. Санкт-Петербург, 2011. 174 с.
- Лузан В. С., Копцева Н. П. Государственная культурная политика в Сибирском федеральном округе. Красноярск, 2012. 183 с.
- Лузан В. С., Копцева Н. П., Семёнова А. А., Резникова К. В., Тарасова М. В. и др. Теория и практика прикладных культурных исследований: региональный проект. Санкт-Петербург, 2013. 224 с.
- Лузан В. С., Андреева А. В., Жуковская Л. Н., Костылев С. В., Морозова О. Ф. и др. Методология социально-культурной деятельности и современные социокультурные практики. Красноярск, 2014. 129 с.
- Лузан В. С., Андреева А. В., Морозова О. Ф., Пантелеева И. А., Рукавицина Е. А. Интеллектуальный досуг как фактор устойчивого развития социально-культурной среды урбанизированной территории (на материале Красноярского края). Красноярск, 2015. 480 с.
- Лузан В. С., Копцева Н. П., Авдеева Ю. Н., Букова М. И., Крупкина К. А. и др. Исследование отношения населения Красноярского края к изменению климата и новым источникам энергетических ресурсов. Красноярск, 2017. 162 с.
- Лузан В. С., Копцева Н. П., Карлова О. А., Ма Л., Резникова К. В. и др. Новое Сибирское китаеведение. Базовые концепты китайской культуры. Красноярск, 2018. 263 с.
- Лузан В. С., Копцева Н. П., Амосов А. Е., Ильбейкина М. И., Евсеенко Е. А. и др. Новые проекты для возрождения эвенкийского языка и культуры. Красноярск, 2018. 246 с.
- Лузан В. С., Копцева Н. П., Амосов А. Е., Кистова А. В., Колесник М. А. и др. Создание произведений детской литературы на родных языках коренных народов Севера и Сибири. Красноярск, 2018. 378 с.
- Лузан В. С., Копцева Н. П., Амосов А. Е., Резникова К. В., Середкина Н. Н. и др. Создание детской литературы на языках коренных малочисленных народов Севера (Красноярский край). Анализ аналоговых проектов Норвегии, Финляндии, Канады и других стран, где проживают КМНС. Красноярск, 2018. 60 с.
- Лузан В. С., Сертакова Е. А., Крупкина К. А., Кистова А. В., Копцева Н. П. и др. Трансформация городской среды Красноярска в 1991—2017 годах. Красноярск, 2019. 76 с.
- Лузан В. С., Копцева Н. П., Авдеева Ю. Н., Замараева Ю. С., Кирко В. И. и др. Новые перспективы для энцев: исследовательские и прикладные проекты. Красноярск, 2020. 196 с.
- Лузан В. С., Забелина Е. В., Курносова С. А., Телицына А. Ю., Трушина И. А. Трансформация экономического поведения коренных малочисленных народов Севера. Петрозаводск, 2023. 130 с.

### Учебные пособия
- Лузан В. С., Копцева Н. П., Замараева Ю. С., Либаков Н. М., Пименова Н. Н. и др. Социальная (культурная) антропология. Красноярск, 2011. 240 с.
- Лузан В. С., Копцева Н. П., Амосов А. Е., Бахова Н. А., Бокова В. И. и др. Коренные малочисленные народы Севера и Сибири в условиях глобальных трансформаций (на материале Красноярского края). Том 1. Красноярск, 2012. 639 с.
- Лузан В. С., Жуковская Л. Н., Костылев С. В., Морозова О. Ф., Ноздренко Е. А. Арт-менеджмент. Красноярск, 2016. 188 с.